# GoodSound!!Cafe
『GoodSound!!Cafe -グッサン・カフェ-』は、2005年4月8日から2007年9月27日までBSジャパンで放送されていたトークバラエティー番組である。

## 概要
グッサンこと山口智充が通う音楽喫茶という設定で、訪れる客（ゲスト）から音楽にまつわる話などを聞く。ゲストの話を元にリポーターの「グッサンズ」がレストランなどを訪問しおいしい料理を見つけてくる。ただし、ゲストは2回連続出演という形であった。
明治製菓（当時、現：明治）の1社提供。ちなみにスポンサー契約上の前番組はセイン・カミュと山口日記が司会を務めた「ラブ×デリ」。
連動データ放送を行っており、番組中にはプレゼントの応募ができるほか、CM中にはCMで流れている商品の広告が表示されていた。

## キャスト
- 司会：山口智充
- アシスタント：松岡洋子

### 歴代グッサンズ
- 杉浦美帆（初代・2005年4月～2006年3月）
- 後藤ゆきこ（初代&2代目・2005年4月～2007年3月）
- 菅由彩子（2代目・2006年4月～2007年3月）
- 福下恵美（3代目・2007年4月～9月）
- 丹野友美（3代目・2007年4月～9月）

## 放送時間
- 毎週金曜日 22:00 - 22:30（2005年4月～2006年3月）
- 毎週木曜日 22:00 - 22:30（2006年4月～2007年9月）
- 毎週日曜日 24:00 - 24:30（再放送、データ放送あり）

（通常放送の時間帯にプロ野球中継、または報道番組などが組まれる場合、土曜日18:00 - 18:30に本放送、または再放送が組まれることがある）